# Gleipnir (mitologia)
Nella mitologia norrena Gleipnir (in norreno flessibile, aperto) è la catena che trattiene il potente lupo Fenrir, figlio di Loki e della gigante Angrboða (come riportato nel capitolo 34 del libro di Edda, Gylfaginning). Gli dei tentarono di vincolare Fenrir per ben due volte con enormi catene di metallo forgiate da Thor, chiamate Lædingr e Dromi, ma Fenrir fu in grado di liberarsi rompendo le catene entrambe le volte. Quindi, gli dei si rivolsero ai nani affinché forgiassero una catena impossibile da rompere. Per creare una catena che realizzasse tale impossibile intento, i nani utilizzarono sei elementi supposti impossibili, ossia:
- il calpestio di un gatto
- la barba di una donna
- le radici di una montagna
- i tendini di un orso
- il respiro di un pesce
- la saliva (o latte) di un uccello

Pertanto, sebbene Gleipnir fosse sottile quanto una nastro di seta, risultò più forte di qualsiasi catena di ferro. Fu forgiata infatti dai nani nel loro reame sotterraneo, Nidavellir.
Gli dei attirarono Fenrir all'isola di Lyngvi e lo sfidarono a farsi legare con Gleipnir. Per dimostrare che non vi fosse nessun trucco, Týr mise la propria mano nella bocca di Fenrir. Quando questi si accorse che non poteva spezzare la catena che ormai gli cingeva il collo e che non era nemmeno in grado di sfilarsela, con un morso troncò la mano di Týr. Si dice che Gleipnir riuscirà a trattenere Fenrir fino all'avvento del Ragnarǫk, la grande battaglia finale degli dei, quando si libererà e divorerà Odino.